# 塞基亞河
45°04′N 11°00′E / 45.067°N 11.000°E

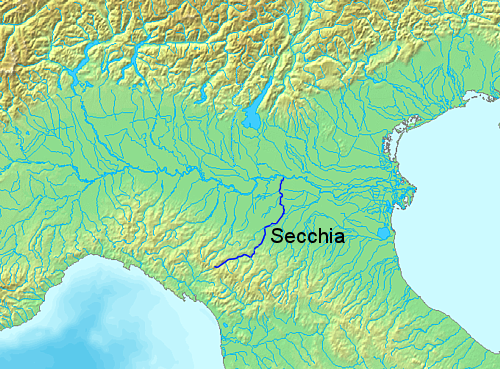

塞基亞河是意大利的河流，位於該國北部，屬於波河的右支流，河道全長172公里，流域面積2,292平方公里，平均流量每秒42立方米，發源自蘇奇索山，河口處在曼圖亞以南。

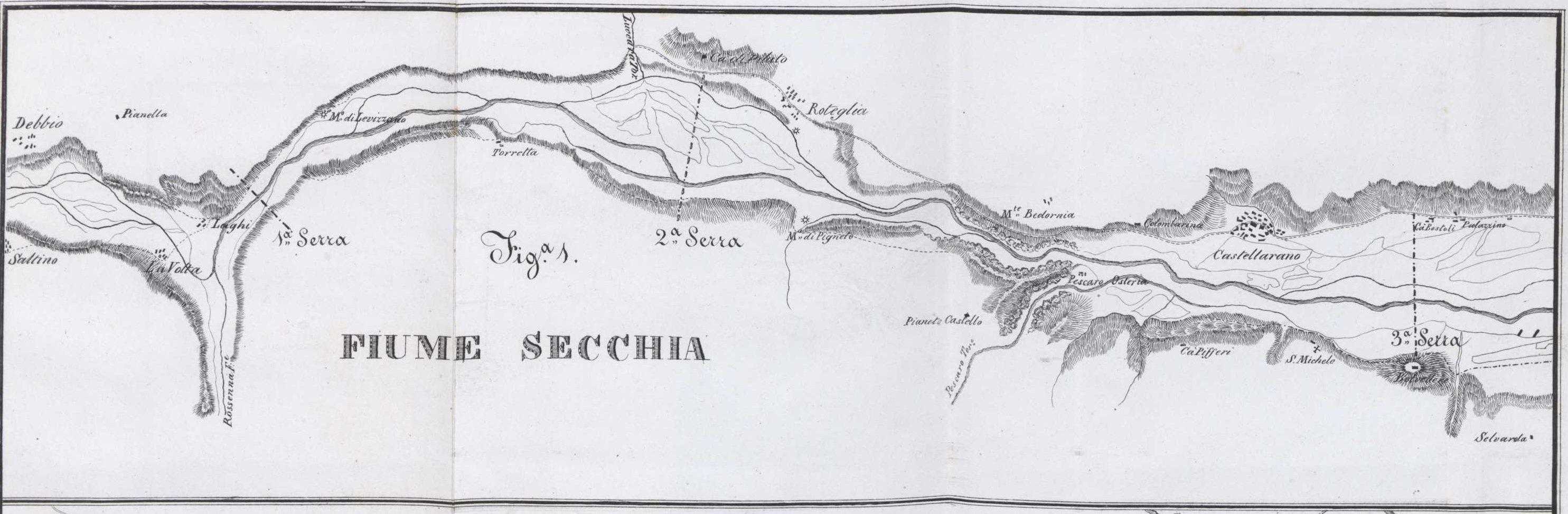
塞基亞河, 1847